# UTC−04:30

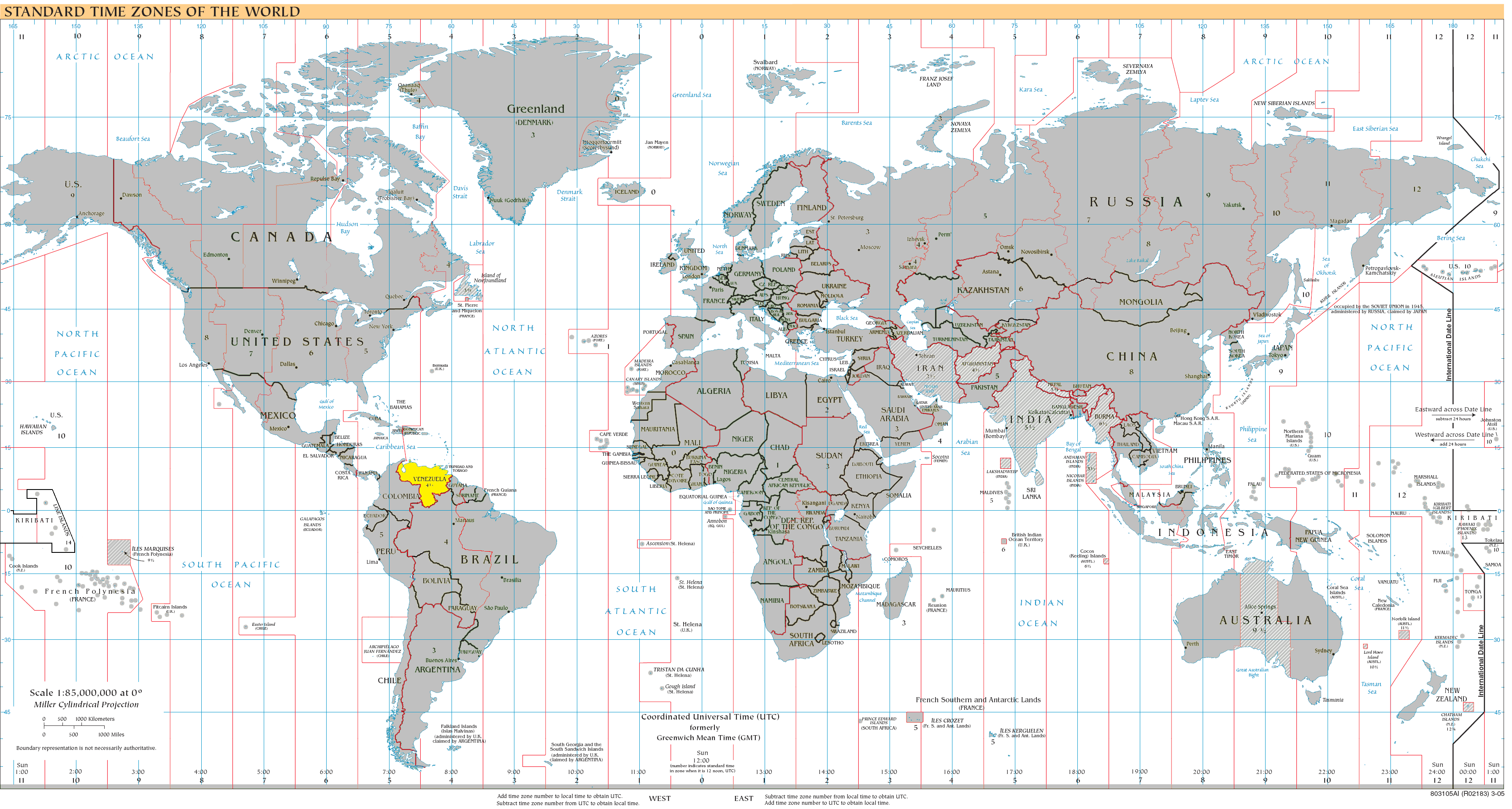
Az UTC-4:30-ba tartozó terület 2016. május 1-ig:

Az UTC–04:30 egy időeltolódás, amely négy és fél órával van hátrább az egyezményes koordinált világidőtől (UTC). Jelenleg egy terület sem használja.

## Korábban alap időzónaként használó terület

### Dél-Amerika
- Venezuela

## A megszűnt időzóna története
| Időzóna neve angolul | Időzóna neve magyarul | Időzóna rövidítése |
| -------------------- | --------------------- | ------------------ |
| Venezuela Time       | Venezuelai idő        | VET                |

Korábban is csak egy időzóna volt ebben az időeltolódásban, amelyet csupán egy terület, Venezuela használt 2007. december 9-től 2016. május 1. 2:29:59-ig. Az ország az UTC-4 időeltolódásba állt át.

## Fordítás
Ez a szócikk részben vagy egészben  az   UTC–04:30 című angol Wikipédia-szócikk ezen változatának fordításán alapul.  Az eredeti cikk szerkesztőit annak laptörténete sorolja fel. Ez a jelzés csupán a megfogalmazás eredetét és a szerzői jogokat jelzi, nem szolgál a cikkben szereplő információk forrásmegjelöléseként.